# Diamante Paragon

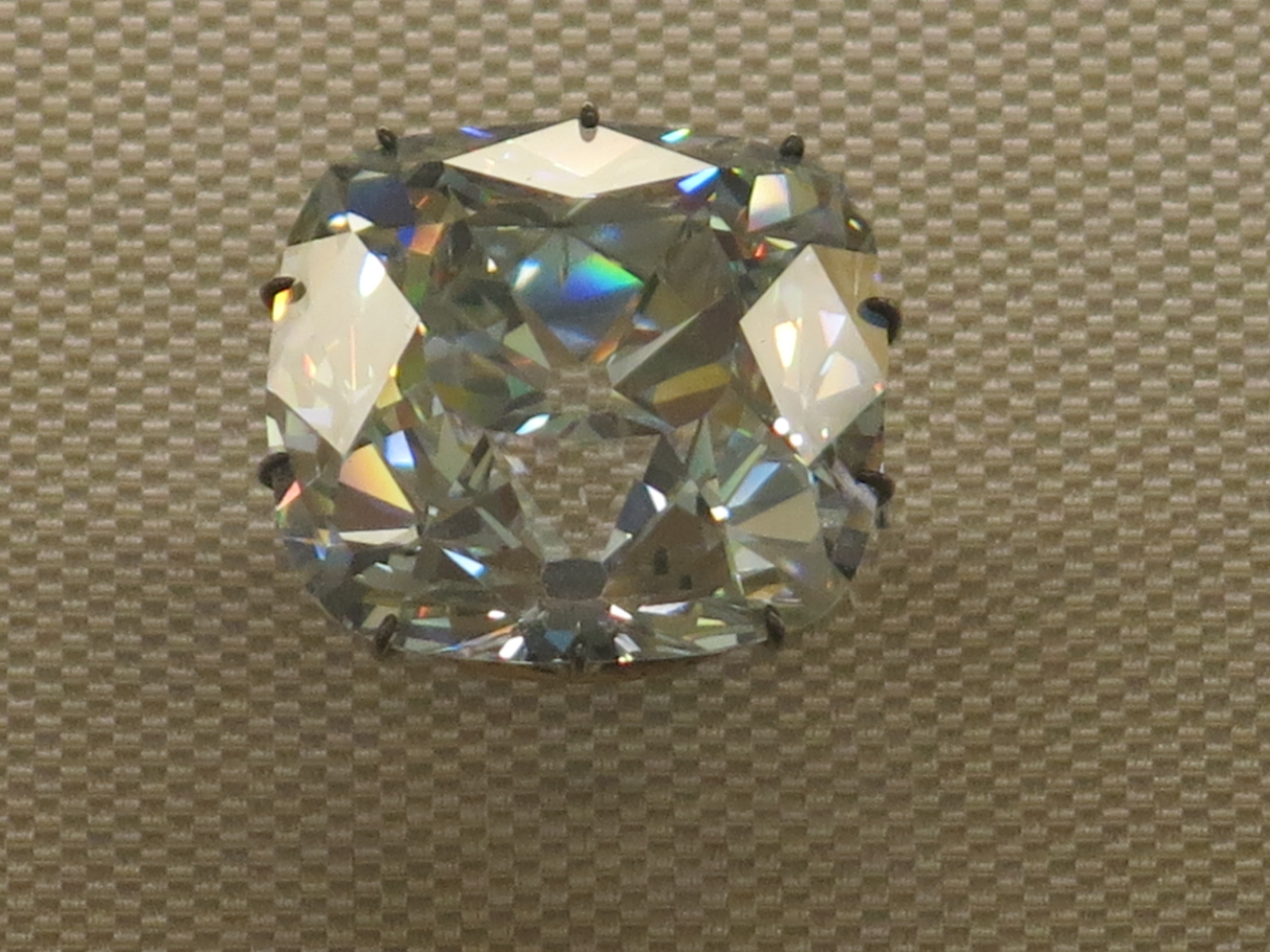
Diamante Régent, una piedra de 140 quilates que entra dentro de la categoría de paragon

En gemología, el término paragon se refiere a cualquier diamante sin defectos con una masa de al menos 100 quilates. La denominación procede del diamante Paragon, nombre dado por la casa de joyería Graff Diamonds a una pieza de 137 quilates obtenida a partir de una piedra de gran pureza hallada en Brasil en la década de 1990.

## Historia
Actualmente el diamante natural (a diferencia de los diamantes sintéticos) sin defectos más grande del mundo se conoce como The Paragon, una gema de color D que pesa 137,82 quilates (27,564 g), y el décimo diamante blanco natural más grande del mundo.
La gema fue extraída en Brasil, y atrajo la atención por ser una piedra blanca excepcional, sin defectos y de gran tamaño. La firma de joyería Graff Diamonds, con sede en Mayfair (Londres), adquirió la piedra en Amberes, la cortó en una configuración inusual de siete lados (denominada escudo de lágrima) y la engastó en un collar que se puede separar en dos collares y una pulsera. Además de la piedra principal, este collar también contiene raros diamantes rosas, azules y amarillos, lo que hace un peso total de 190,27 quilates (38,054 g). El collar quedó asociado con el final del milenio al ser usado por la modelo Naomi Campbell en una gala de diamantes celebrada por De Beers y Versace en Syon House en 1999.